# José Figueres Ferrer
José Figueres Ferrer (ur. 25 września 1906 w San Ramon w prowincji Alajuela, zm. 8 czerwca 1990 w San José) – polityk kostarykański, inżynier, ekonomista, filozof i plantator kawy.
Założyciel (1949) i przywódca socjaldemokratycznej Partii Wyzwolenia Narodowego (PLN). W latach 1953–1958 i 1970–1974 prezydent. Jego synem był José María Figueres Olsen (ur. 1954), prezydent Kostaryki w latach 1994–1998.

## Życiorys
Ojciec, doktor Mariano Figueres Forges i matka, nauczycielka Paquita Ferrera Minguella, uciekli z Hiszpanii z powodu zamieszek i osiadli w San Ramon, gdzie urodził się José (najstarszy z czworga rodzeństwa). W dzieciństwie okazywał zainteresowanie dla matematyki i fizyki. Ukończył seminarium w stolicy kraju San José, następnie podjął naukę korespondencyjną w szkole w Scranton (w stanie Pensylwania). Potem, co wywołało sprzeciw ojca, wyjechał do Bostonu, gdzie chodził na kursy hydroenergetyki inżynieryjnej na tamtejszym Instytucie Technologii (MIT), której nie udało mu się ukończyć. Oprócz nauki zajmował się w Bostonie pracą w kompanii herbacianej, a także tłumacza. Często odwiedzał Bostońską Bibliotekę Publiczną Publicznej, wybierając z jej zbiorów dzieła o filozofii społecznej (José Martí, Immanuel Kant, Cervantes i Friedrich Nietzsche) oraz hydroenergetyce.
W 1928 reemigrował i zajął się przemysłem, handlem i rolnictwem. Kupił część obszaru na wyżynie Terrazu (znajdującej się na południe od Cartago), gdzie założył farmę La Lucha sin Fin („Walka bez końca”). Uprawiał na niej kawę i prowadził fabrykę lin, zatrudniając ponad 1000 pracowników. Budował mieszkania, oferował opiekę medyczną i rozrywkę swoim pracownikom – mówił o sobie że jest farmerem socjalistą. Do ich użytku powstała również mała farma warzywna, a dla ich dzieci darmowe przydziały mleka. Dzierżawcy jego gruntów mogli odsprzedawać mu konopie po cenach rynkowych lub dostarczać je gdzie indziej, jeśli znaleźli lepsze warunki sprzedaży. Zadebiutował w polityce, kiedy 8 lipca 1942 poprowadził audycję radiową skierowaną przeciwko Rafaelowi Calderonowi Guardii, wytykając mu niezainicjowanie prób zahamowania zamieszek, które wydarzyły się kilka dni wcześniej w stolicy. Aresztowany i oskarżony o pronazistowskie szpiegostwo, wyjechał 11 lipca do Meksyku, gdzie utrzymywał bliskie kontakty ze środkowoamerykańskimi i karaibskimi prezydentami, z którymi utworzył tzw. Legion Karaibów. W 1944 roku powrócił do Kostaryki gdzie założył centrolewicową Partię Demokratyczną.
Opowiadał się za przereformowaniem Kostaryki na wzór socjalistyczny, obarczając zarzutami korupcji i defraudacji rząd Rafaela Calderona. W 1945 i w 1946 bezskutecznie dążył do jego obalenia. W 1947 roku na swojej farmie zainicjował trening własnych siedmiusetosobowych oddziałów, które nazwał Armią Wyzwolenia Narodowego. Składały się głównie z właścicieli ziemskich i studentów.Po próbie sfałszowania wyborów podjętej przez Teodoro Picado Michalskiego 10 marca 1948 rozpoczął pięciotygodniową wojnę domową, w której odniósł zwycięstwo. Figueres stanął na czele junty (Junta Fundatora), objął też stanowisko ministra spraw zagranicznych. Taki był początek II Republiki Kostaryki. Rząd nadał prawa wyborcze kobietom i ludności murzyńskiej (unieważnienie zakazu opuszczania przez nią prowincji Limon), zagwarantowała edukację publiczną dla wszystkich obywateli, zabraniała dwukrotnemu z rzędu kandydowaniu na prezydenta kraju, upaństwowiła banki, a także wprowadziła instytucję Trybunału Wyborczego, mającego nadzorować przebieg każdych kolejnych w przyszłości wyborów prezydenckich. W miejsce koszar zlikwidowanej armii kostarykańskiej powstało Muzeum Narodowe. W 1951 stworzył Partię Wyzwolenia Narodowego (PLN), a podczas drugiej kadencji – Kostarykański Instytut Elektryczności (ICE) oraz Ministerstwo Turystyki. Przywrócił trakcję tramwajową w stolicy Kostaryki. Opiekował się prywatnym sektorem przemysłowym i stymulował państwowe zakłady. Występował przeciwko Stanom Zjednoczonym, obwiniając ich rząd o wspomaganie latynoamerykańskich dyktatur. Dał wyraz tej krytyce zbojkotowaniem w 1954 roku Międzyamerykańskiej Konferencji w Wenezueli. W tym samym roku rząd udzielił wsparcia nikaraguańskiemu przywódcy opozycji Emilianowi Chamorro Vargasowi, który zorganizował spisek mający na cele uprowadzenie tamtejszego dyktatora, Anastasio Somozy Garcíi. Po odkryciu spisku Somoza aresztował spiskowców a dnia 11 stycznia 1954 roku zaatakował Kostarykę. Wojna okazała się sukcesem Kostaryki, która zadała nikaraguańskiej armii katastrofalne straty.
Wspólnie z kubańskim aktywistą Cordem Meyerem Figueres stworzył w 1960 Międzyamerykański Demokratyczny Ruch Społeczny (INADESMO), który udzielił pomocy pieniężnej Pierwszej Konferencji Partii Ludowych Ameryki Łacińskiej w Peru (sierpień 1960). W maju następnego roku Meyer poprosił Fugueresa o zaaranżowanie na swojej farmie La Lucha konferencji w dniach 12–20 maja 1961 dominikańskich przywódców opozycji na emigracji – Juana Boscha i Horacio Ornesa. Udzielał wsparcia kubańskim ruchom walczącym z dyktaturą Fulgencio Batity aż do dojścia do władzy Fidela Castro, którego początkowo wspierał. Gdy w 1959 roku przyleciał na Kubę, w trakcie swojego wystąpienia przestrzegał Castro przed ideologią komunizmu co poskutkowało sporem i odebraniem mu przez Kubańczyków mikrofonu. W trakcie trzeciej kadencji w latach 70. zbliżył się do krajów bloku socjalistycznego: nawiązał stosunki dyplomatyczne z ZSRR (Kostaryka stała się pierwszym środkowoamerykańskim państwem, które to uczyniło) i NRD, a w 1973 – z Kubą. Przyjął też wizytę rumuńskiego dyktatora Nicolae Ceaușescu. Poprawką do konstytucji pozwolił Partii Komunistycznej na uczestnictwo w wyborach. W 1972 Kostaryka znalazła nowy rynek zbytu na kawę w ZSRR. W 1979 opowiedział się za antysomozistowską rewolucją Sandinistów.

## Życie prywatne
Uchodził za zagorzałego przeciwnika alkoholu. W okresie jego rządów na przyjęciach państwowych nie podawano alkoholu, a w trakcie zaprzysiężenia rządu w 1948 roku toast wznoszono nie za pomocą szampana, lecz wody. Oficjalnym powodem tej decyzji było to że szampan jest stosunkowo drogim alkoholem.